# Sendelbach (Mistel)
Der Sendelbach (früher: Sindel Bach) ist der letzte natürliche Zufluss der Mistel vor deren Mündung in den Roten Main. Er mündet in Bayreuth von rechts und Südosten in das dort Mistelbach genannte Gewässer.
Der Sendelbach wird am Unterlauf bei Bayreuth-Hohlmühle von einem Abzweig des Tappert gespeist, der dort mehr Wasser führt als der Sendelbach selbst. Bachabwärts existieren mindestens zwei weitere Zuläufe vom Tappert her, ehe dieser in Höhe der Straße Dammallee endgültig in den Sendelbach mündet.

## Geographie

### Verlauf

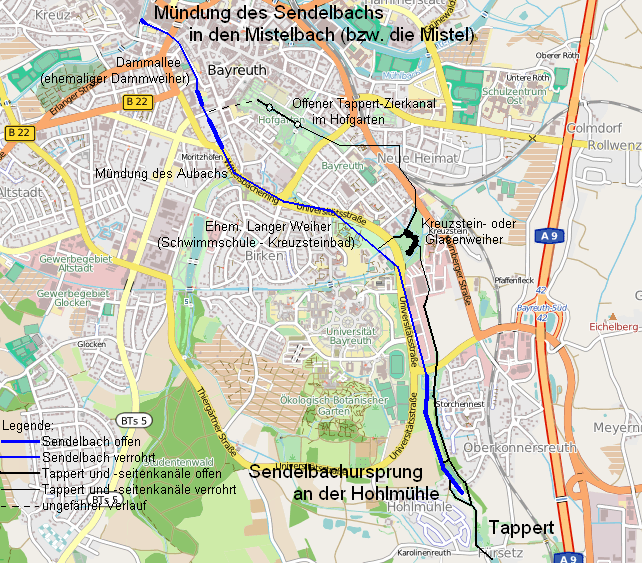
Verlauf von Sendelbach (und Tappert)

Stadtansicht von Westen Richtung Pauschenberglein mit dem betonierten neuen Bett des Sendelbachs, 1908

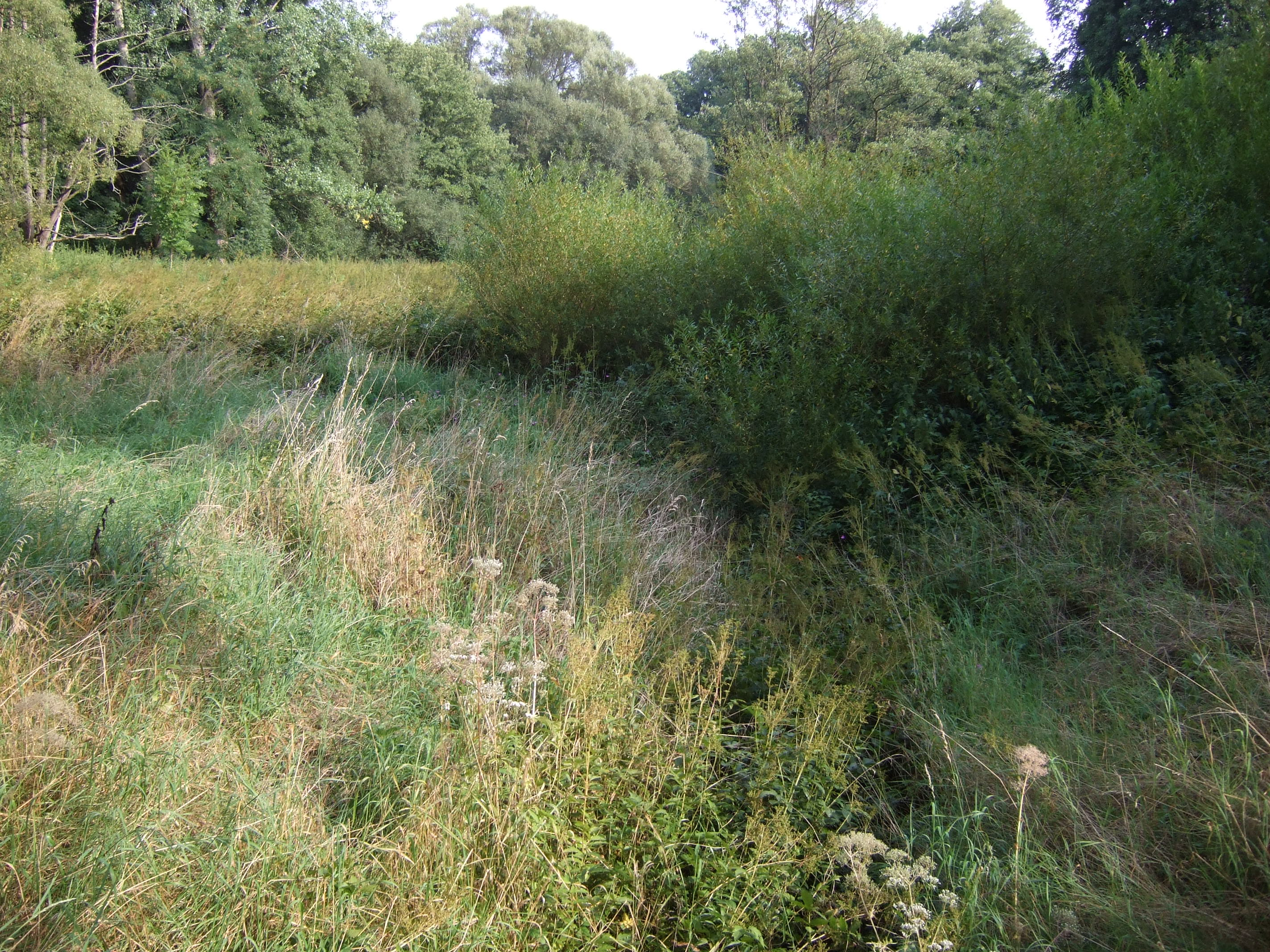
Feuchtwiesen an der Hohlmühle: Ursprung des Sendelbachs

Der Sendelbach entspringt wenig unterhalb der Abgabelung eines vom Tappert her den Hohlmühlweiher speisenden Zweigkanals ohne eine bestimmbare Einzelquelle in einem Sumpfgebiet. Das örtliche Geländebild ebenso wie der Beginn der Kanalisierung des Tapperts an der Verzweigung legen nahe, dass der Sendelbach auf der ursprünglichen Trasse des Tapperts fließt. Der Weiherabfluss mündet in den Sendelbach und spendet ihm mehr Wasser als sein Quellgebiet.
Tappert und Sendelbach fließen zunächst bis zum Ostrand des Bayreuther Zentrums parallel nach Norden. Südlich der Dr.-Konrad-Pöhner-Straße entstand 2017 am Rand des Stadtteils Oberkonnersreuth ein Hochwasserrückhaltebecken. Da der Sendelbach, der Tappert und der Aubach in Richtung Stadt abschnittsweise unterirdisch in Rohren verlaufen, soll der Trockenspeicher im Fall eines Jahrhunderthochwassers ein Überlaufen des Systems verhindern. Solche Ereignisse gab es zuletzt im Januar 1995 und im Februar 1909. Das Wasser der drei Bäche – der Aubach ist zwischen Thiergarten und Fürsetz durch einen Überleiter zum Tappert hin eingebunden – kann bis zu einer Höhe von 6,60 Meter angestaut werden.
Am Kreuzsteinbad wendet sich der Sendelbach nach Nordwesten und berührt die Innenstadt im Süden. Er ist im Stadtgebiet weitgehend unter Straßen und Parkplatzflächen kanalisiert, nur an wenigen Stellen, wie der 1753 erbauten Brücke an der Straße Moritzhöfen, läuft er im öffentlichen Raum noch sichtbar, daneben allerdings auch auf manchen Privatgrundstücken. Sein bedeutendster Zufluss nach dem Tappert ist der im Bereich der Innenstadt von links und Süden her zufließende Aubach, der wenig davor im  städtischen Tierpark den Röhrensee durchfließt. Der Sendelbach mündet schließlich westlich der Kernstadt Bayreuths an der Straße Am Sendelbach von rechts und Südosten in die Mistel, nur etwa 0,3 km oberhalb von deren Mündung in den Roten Main.
In der Mitte des 19. Jahrhunderts mündete der Sendelbach noch direkt in den Roten Main. Eine genordete Karte von ca. 1860 zeigt den Dammweiher mit den Zuflüssen Sendelbach von unten und Tappert von rechts. Weiter nördlich ist seine Mündung in den damaligen Lauf des Roten Mains zu erkennen, in den auf dieser Karte etwas weiter flussabwärts die Mistel mündet.

Stationen
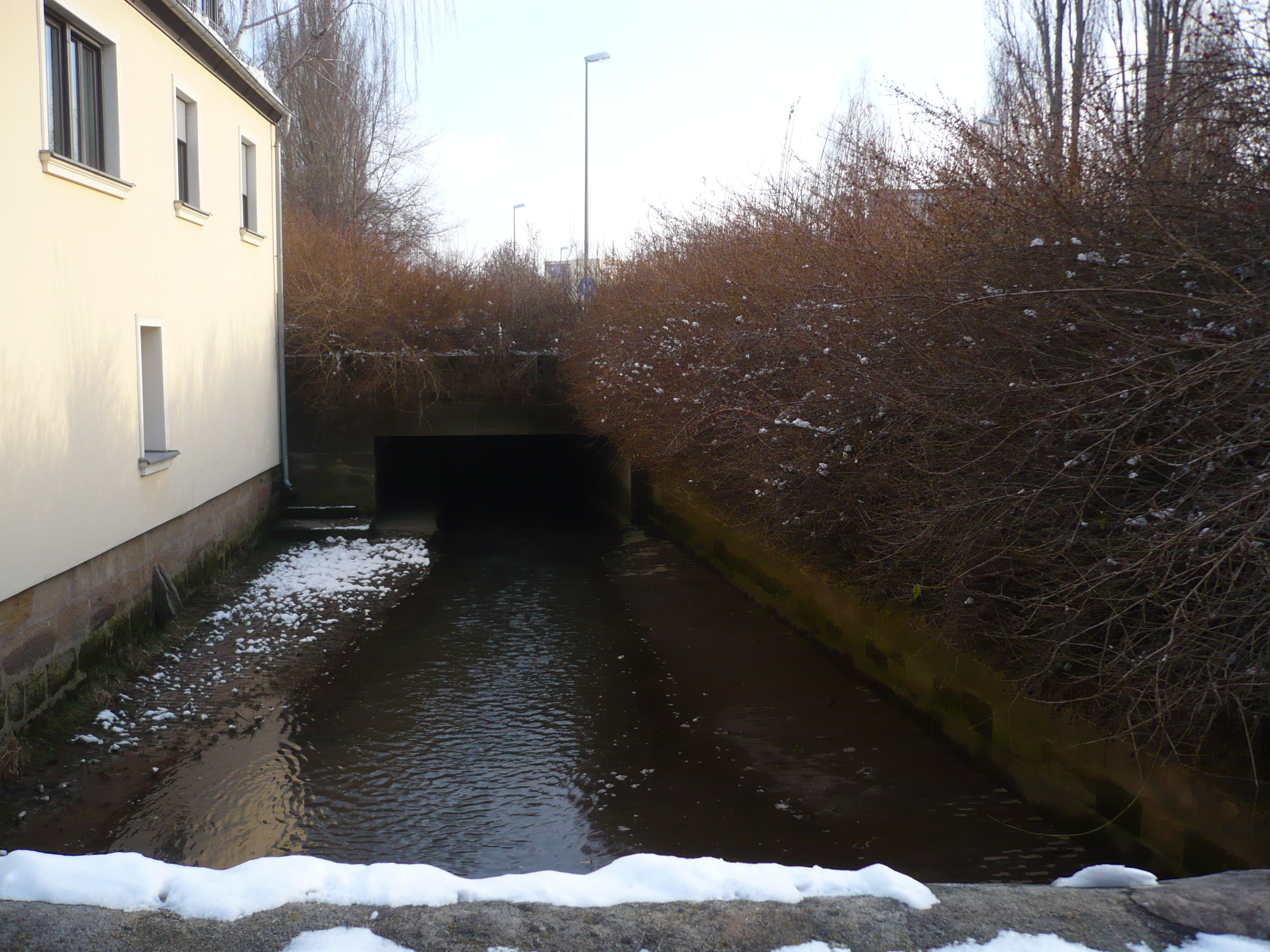
Austritt des Sendelbachs an der Brücke Moritzhöfen
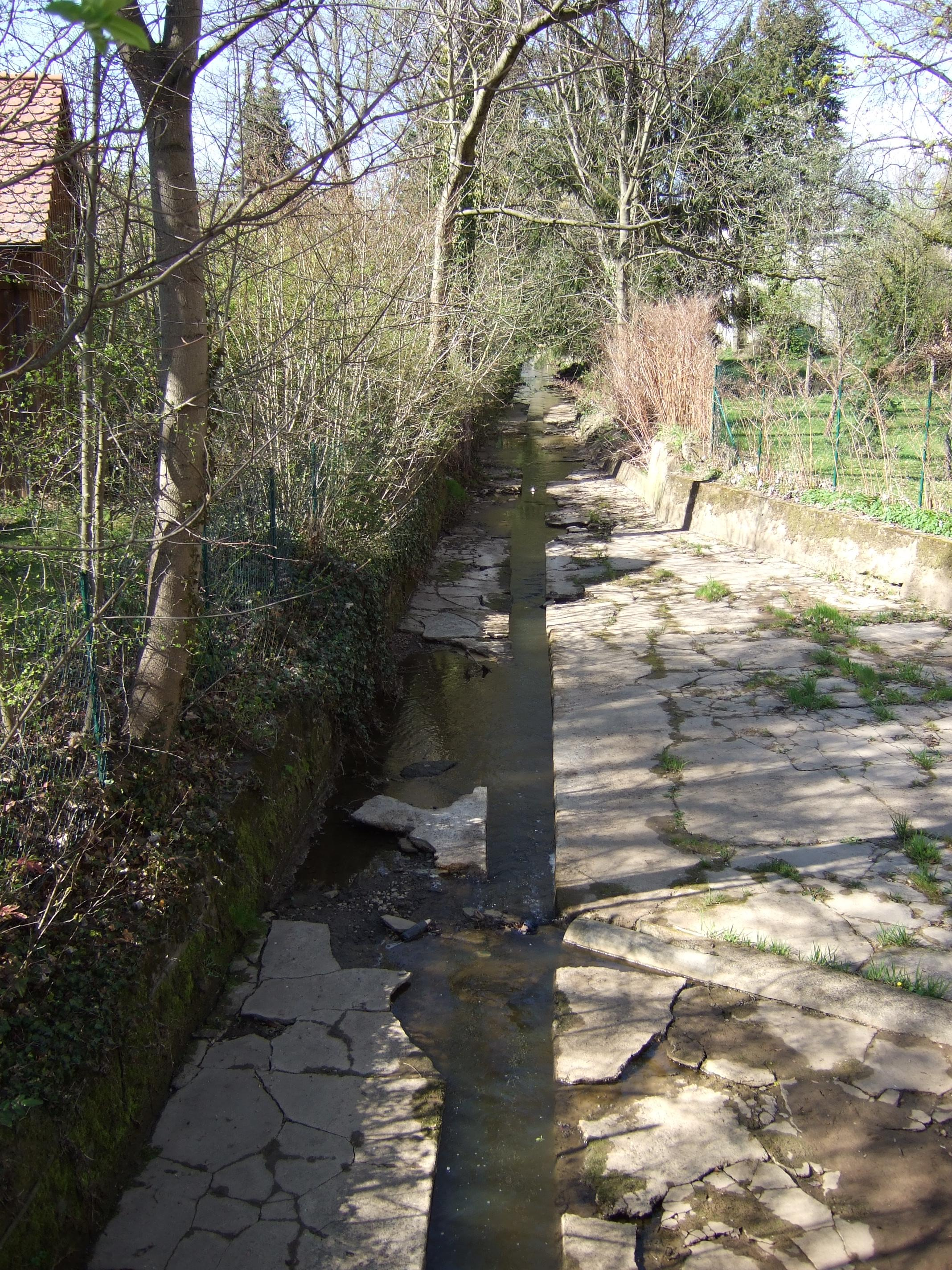
Sendelbach in Moritzhöfen
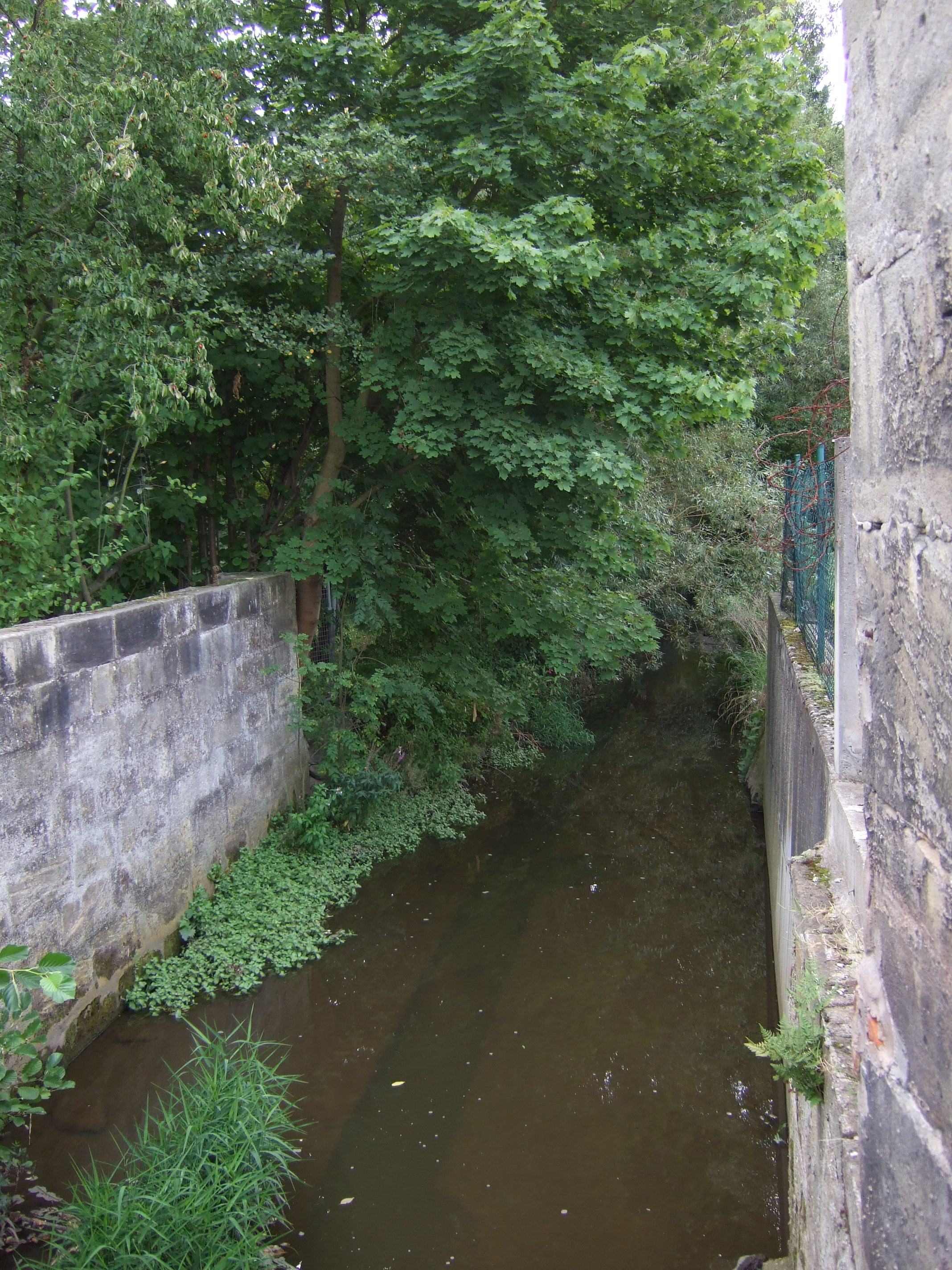
Bachbett hinter dem Amtsgericht
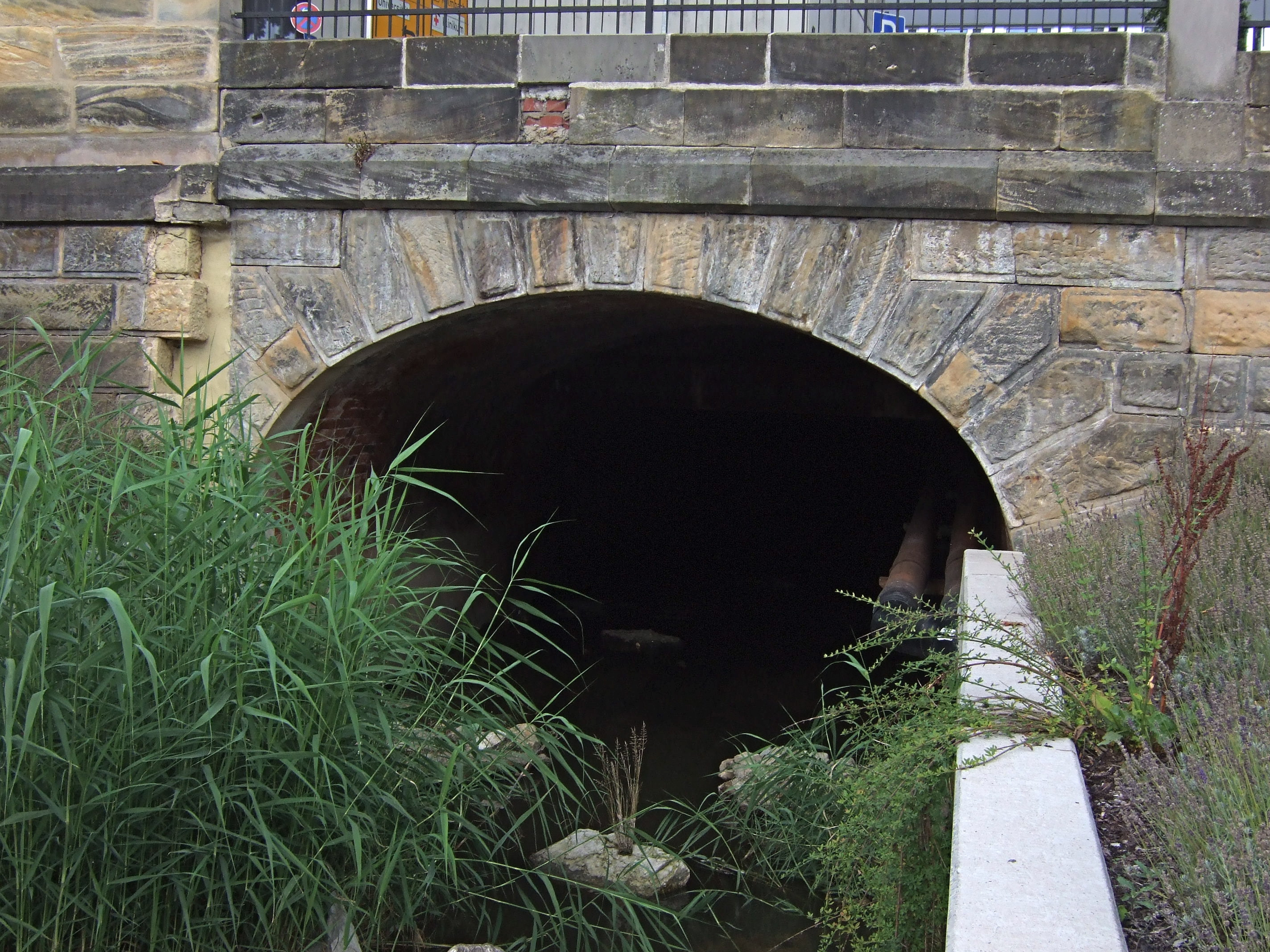
Brücke Wilhelminenstraße
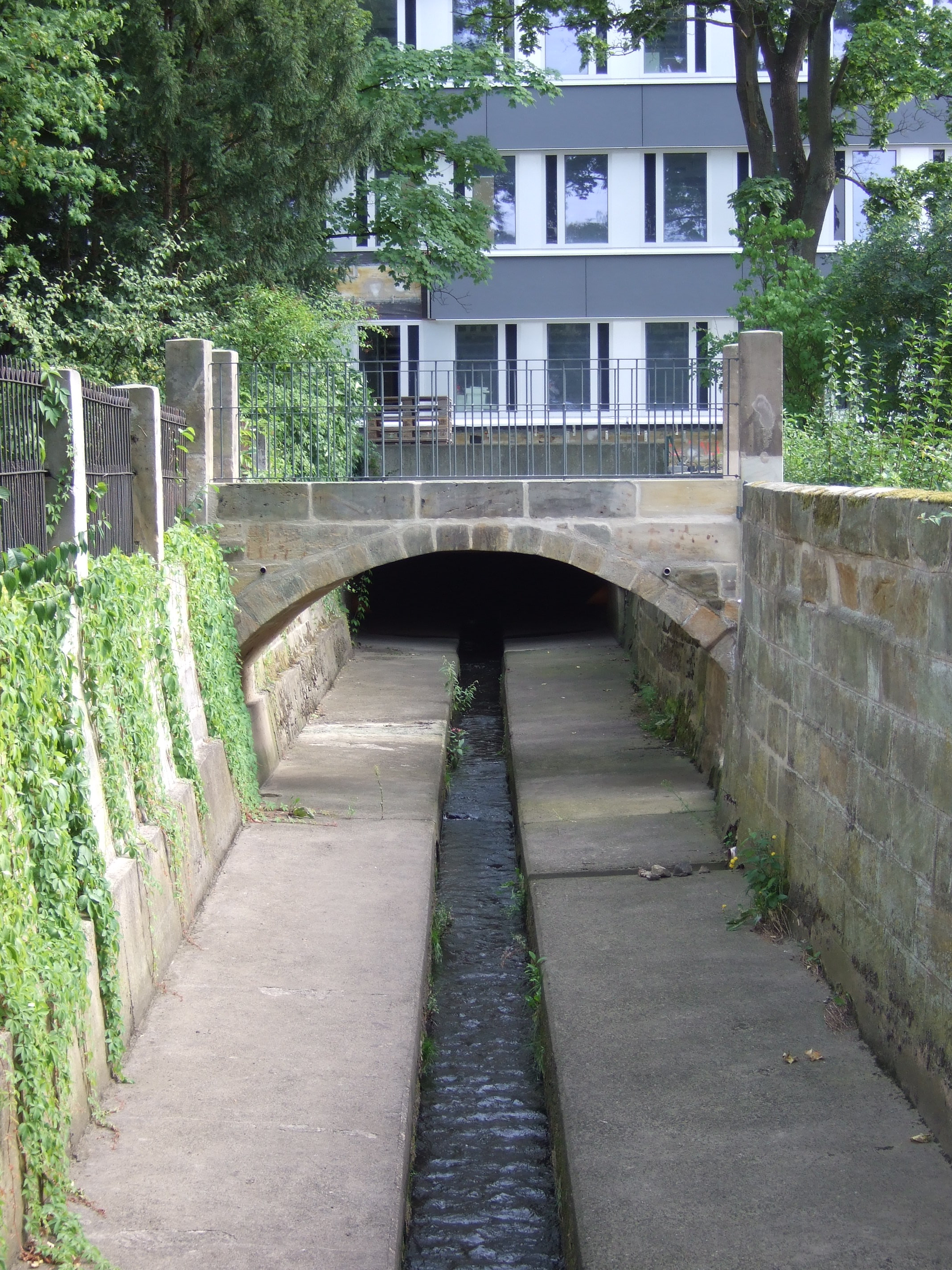
Bachbett nördlich der Wilhelminenstraße
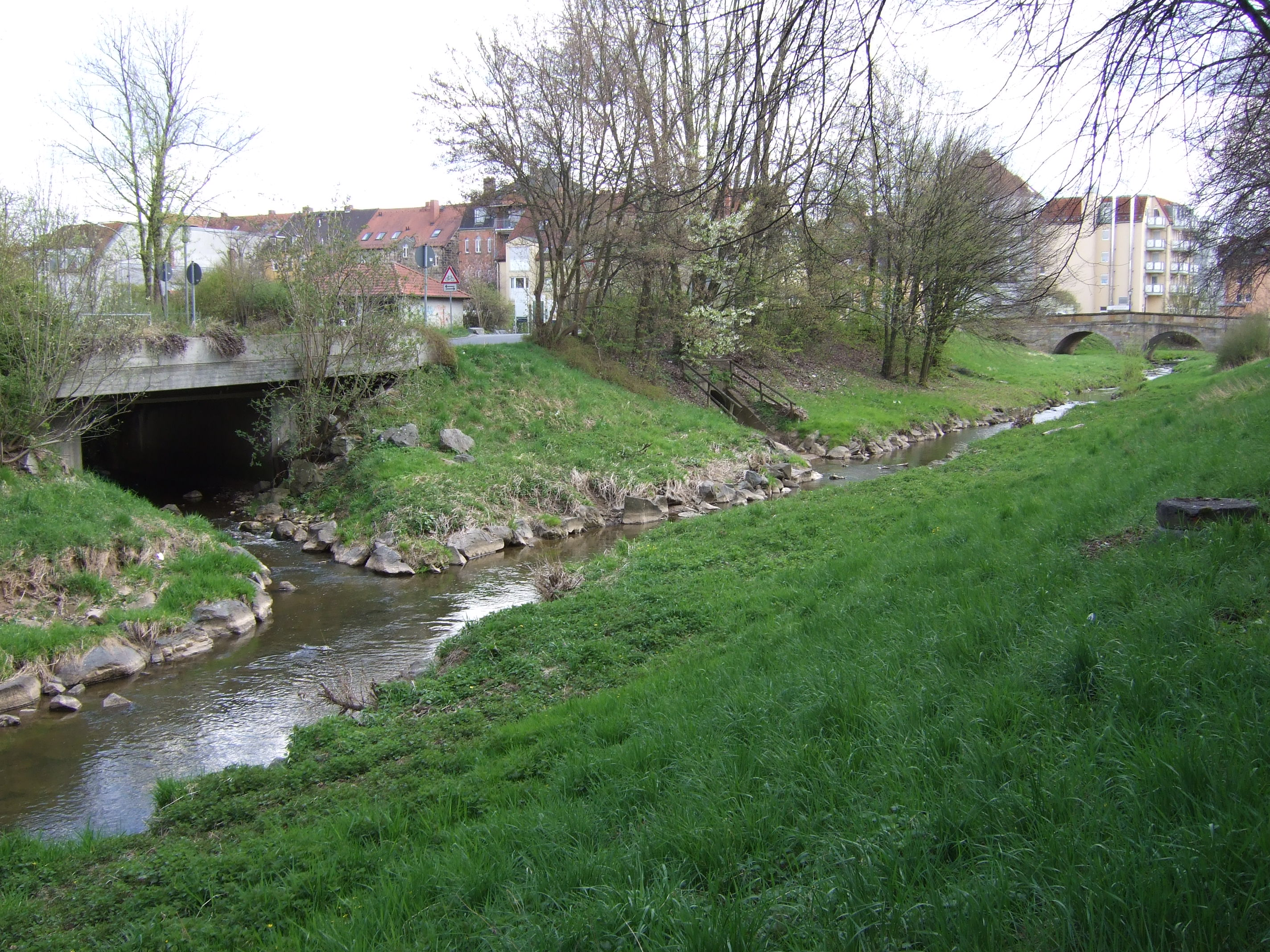
Mündung des Sendelbachs in den Mistelbach bzw. die Mistel

### Seen und Wasserläufe, einst und jetzt

Plassenweiher und Langer Weiher

Sendelbach und Dammweiher (Karte von 1854)

Der Sendelbach speiste früher den Langen Weiher, aus dem die ehemalige Schwimmschule (heute Kreuzsteinbad) hervorgegangen ist. Bachabwärts, östlich der Birkenstraße, lag der auch „Plassenweiher“ genannte Plassenburger Weiher. In die natürlich vernässte Zone im Sendelbachtal am südwestlichen Rand der Stadtmauer entwässerten mehrere Arme des Tappert. Besonders seit der Gründung einer Holzgasfabrik im Jahr 1852 führte dieser reichlich Abwasser mit sich.
Vor der Stadtmauer gab der Sendelbach das Wasser für den Stadtgraben, den die heutige Maximilianstraße vor dem Stadttor Unteres Tor mit einer Brücke querte. Dort lässt sich bereits für die erste Hälfte des 15. Jahrhunderts der Spitalweiher nachweisen. In den 1740er Jahren ließ Markgraf Friedrich III. an dieser Stelle einen Stadtpark und den „Dammweiher“ anlegen; im Frühjahr 1751 waren die Arbeiten abgeschlossen. Am Ort der vormaligen Brücke wurde das Gelände zu einem Damm aufgeschüttet, auf dem die Straße fortan verlief und der dem See vermutlich den Namen gab. Zwischen 1857 und 1860 wurde der Dammweiher abgelassen und aufgeschüttet, der Park wurde ab Mitte der 1860er Jahre bebaut. Der Bach fließt dort jetzt unter der Straße Dammallee und quert die Maximilianstraße am Pauschenberglein unterirdisch kanalisiert.
Westlich der durch den Bau des Hohenzollernrings verschwundenen Straße Graben trat der Bach wieder ans Tageslicht. Zwischen den ehemaligen Anwesen Graben 9 und Graben 11 wurde dort 1979 die Straße Am Sendelbach angelegt und seine Mündung nochmals um knapp 100 m nach Westen verschoben.

### Zuflüsse von der Quelle bis zur Mündung
- Am Oberlauf Seitenarme des Tappert: von links der Abfluss vom Hohlmühlweiher, kurz danach von rechts ein zweiter Arm und dann von rechts der Abfluss aus dem vom Tappert gespeisten Glasenweiher.
- Aubach, von links nahe der Straßengabel Wittelsbacher Ring und Friedrichstraße auf 340 m ü. NN. Danach fließt der Sendelbach abschnittsweise offen nach Nordwesten.
- Hauptkanal des Tappert von rechts an der Straße Dammallee.

## Unklarheiten
Ph. Hirschmann schrieb im Jahr 1928: „In einem Aufsatz Die Weiher in und um Bayreuth, veröffentlicht in Nr. I von „Bayreuther Land“ 1927, habe ich bereits darauf hingewiesen, daß die Annahme, der Röhrensee wird vom Sendelbach gespeist, auf einem Irrtum beruht; ... Für den heimatkundlichen Unterricht in den hiesigen Schulen dürfte diese Richtigstellung besondere Beachtung finden, um die eingebürgerte falsche Ansicht vom Sendelbachlauf endlich zu beseitigen.“
Auch auf alten Karten ist der Röhrenseeabfluss (heutiger Aubach) als der bedeutendere der beiden Wasserläufe eingezeichnet. Lauf und Name waren also nicht immer klar definiert, was übrigens auch für andere Gewässer wie den Tappert, den Aubach und den Glasenweiher gilt.